# Something in the Way
Something in the Way è una canzone del gruppo grunge Nirvana, dodicesima traccia dell'album Nevermind uscito nel settembre 1991.

## Descrizione
La canzone fu scritta nel 1991 dal frontman della band, Kurt Cobain, (pare che Mark Lanegan abbia aiutato Cobain nella stesura di alcune frasi del testo) che trasse ispirazione dalla vita di quando abitava sotto un ponte, il ponte di Young Street ad Aberdeen, nell'aprile del 1984, quando lasciò la famiglia e abbandonò gli studi scolastici. Tuttavia, Kurt non andò mai a vivere sotto un ponte, come racconta il bassista dei Nirvana, Krist Novoselic, e la sorella Kim. Il titolo della canzone significa "qualcosa tra le scatole" e indica il difficile rapporto che aveva Kurt con la propria famiglia. Infatti proprio Kurt sarebbe quel "qualcosa" tra le scatole.
La canzone appare anche nel film The Batman, arrivato nei cinema nel 2022.

## Cover
Una versione live del brano appare nel video del 1994 Live! Tonight! Sold Out!! Questa versione venne registrata a Osaka, il 14 febbraio 1992. Un'altra versione live del brano appare sul disco MTV Unplugged in New York. La stessa versione è stata utilizzata come lato B come semplice versione acustica di About a Girl, e nell'edizione giapponese della compilation di greatest hits Nirvana del 2002. Questa versione include come secondo chitarrista Pat Smear, e Lori Goldston al violoncello. Una versione elettrica è stato registrata nel programma di Mark Goodier su BBC Radio 1 negli studi della BBC a Londra. Questa versione è stata registrata il 9 novembre 1991. Si tratta di una versione elettrica, è stata pubblicata all'interno della deluxe edition della re-release di Nevermind nel 2011, in occasione del 20º anniversario dell'uscita.

## Formazione
Gruppo
- Kurt Cobain - voce, chitarra
- Krist Novoselic - basso
- David Grohl - batteria, voce

Altri musicisti
- Kirk Canning – violoncello

## Classifiche
| Classifica (2022) | Posizione massima |
| ----------------- | ----------------- |
| Australia         | 22                |
| Canada            | 34                |
| Francia           | 180               |
| Grecia            | 8                 |
| Irlanda           | 47                |
| Islanda           | 15                |
| Lituania          | 34                |
| Nuova Zelanda     | 40                |
| Portogallo        | 186               |
| Regno Unito       | 76                |
| Repubblica Ceca   | 57                |
| Slovacchia        | 48                |
| Stati Uniti       | 46                |